# Václav Brabec
Václav Brabec (Kladno, 19 dicembre 1906 – 13 ottobre 1989) è stato un calciatore cecoslovacco, di ruolo attaccante.

## Carriera

### Nazionale
Debutta il 3 marzo 1929 contro l'Italia (4-2).